# Ladies' Skirts Nailed to a Fence
Ladies' Skirts Nailed to a Fence je britský němý film z roku 1900. Režisérem je James Bamforth (1841–1911). Film trvá jednu minutu a šest sekund.

## Děj
Dvě ženy v dlouhých sukních, kloboucích a s deštníky si povídají, zatímco dva muži jejich sukně připevní o prkno plotu. Ženy si jich všimnou, ale je už pozdě. Muži utečou a ženy se snaží osvobodit. Na konci je vidět, že urvou prkno plotu, nicméně jsou k odtrhnutému prknu stále připojené.